# Pyrgoides hamadryas
Pyrgoides hamadryas es una especie de insecto coleóptero de la familia Chrysomelidae.
Fue descrita científicamente en 1860 por Stal.